# Shadow (Sonic)
Pour les articles homonymes, voir Shadow.
Shadow the Hedgehog est un personnage de jeu vidéo de la série Sonic the Hedgehog. Il apparaît pour la première fois dans Sonic Adventure 2 en tant que némésis de Sonic. Il a un caractère renfermé et préfère rester seul la plupart du temps.

## Développement
Durant le développement de Sonic Adventure, le réalisateur Takashi Iizuka a l'idée de créer un jeu dans lequel Shadow serait le personnage principal. Intitulé tout simplement Shadow the Hedgehog, le jeu est publié en Europe le 18 novembre 2005 sur PlayStation 2, GameCube et Xbox. Iizuka explique que le personnage a toujours été un personnage mystérieux, et que Shadow the Hedgehog permet aux joueurs d’en découvrir un peu plus sur l'histoire du personnage. Il décrit Shadow comme étant plus un némésis de Sonic qu'un véritable ennemi. Sega Studio USA a par ailleurs développé dans le jeu une façon de terminer les niveaux avec un scénario différent pour Shadow, selon la voie (Neutral, Hero ou Dark) que choisira le joueur.
Lors d'une interview donnée au festival du Summer of Sonic 2011, Takashi Iizuka a déclaré que Shadow ne devait à l'origine apparaître que dans Sonic Adventure 2, mais sa popularité parmi les fans l'a amené à revenir dans Sonic Heroes, paru en 2003. Après la sortie de Sonic et le Chevalier noir en 2009, Shadow n'apparaît plus comme personnage jouable dans la série des jeux Sonic, il revient en 2017 avec Sonic Forces en DLC gratuit,. Le producteur de Sonic Forces, Shun Nakamura, indique que la Sonic Team a ramené Shadow dans ce jeu afin de plaire aux fans des jeux d'aventure car le personnage est « extrêmement populaire ».

## Biographie
| 2001 | Sonic Adventure 2                      |
| 2002 |                                        |
| 2003 | Sonic Battle                           |
| 2003 | Sonic Heroes                           |
| 2004 |                                        |
| 2005 | Shadow the Hedgehog                    |
| 2006 | Sonic Riders                           |
| 2006 | Sonic the Hedgehog                     |
| 2006 | Sonic Rivals                           |
| 2007 | Sonic and the Secret Rings             |
| 2007 | Mario & Sonic aux J.O                  |
| 2007 | Sonic Rivals 2                         |
| 2008 | Sonic Riders: Zero Gravity             |
| 2008 | Sonic Chronicles                       |
| 2009 | Sonic et le Chevalier noir             |
| 2009 | Mario & Sonic aux J.O d'hiver          |
| 2010 | Sonic and Sega All-Stars Racing        |
| 2010 | Sonic Free Riders                      |
| 2010 | Sonic Colours (version DS)             |
| 2011 | Sonic Generations                      |
| 2011 | Mario & Sonic aux J.O de Londres       |
| 2012 | Sonic and All-Stars Racing Transformed |
| 2013 | Sonic Dash                             |
| 2013 | Mario & Sonic aux J.O de Sotchi        |
| 2014 | Sonic Boom : L'Ascension de Lyric      |
| 2014 | Sonic Boom : Le Cristal brisé          |
| 2015 | Sonic Runners                          |
| 2016 | Mario & Sonic aux J.O de Rio           |
| 2017 | Sonic Forces                           |
| 2018 |                                        |
| 2019 | Team Sonic Racing                      |
| 2019 | Mario & Sonic aux J.O de Tokyo 2020    |
| 2020 |                                        |
| 2021 |                                        |
| 2022 |                                        |
| 2023 | The Murder of Sonic the Hedgehog       |
| 2024 | Sonic X Shadow Generations             |
| 2024 | Sonic Dream Team                       |
| 2025 | Sonic Rumble                           |
| 2025 | Sonic Racing: Crossworlds              |

### Sonic Adventure 2
Shadow a été créé sur la station spatiale ARK par le professeur Gérald Robotnik, le grand-père d'Eggman. Il doit alors s'agir de la forme de vie ultime. Shadow devient alors ami avec Maria Robotnik, la petite-fille de son créateur. Un jour, les soldats du GUN attaquent et tuent les Robotnik. Shadow, considéré comme étant une menace, est plongé dans un coma artificiel.
Il est libéré par Eggman 50 ans plus tard. Ce dernier espère alors obtenir l'aide de Shadow pour conquérir le monde. De son côté, Shadow prévoit d'exterminer l'humanité en vengeance. Il récupère alors les sept émeraudes du Chaos afin d'utiliser le Canon éclipse de la station ARK pour détruire la Terre. Raisonné par Amy Rose, il comprend que Maria aurait voulu plutôt qu'il fasse le bien et il décide alors d'aider Sonic à sauver l'humanité désormais en grand danger. Il se sacrifie alors,.

### Sonic Heroes
Shadow n'est alors en réalité pas mort. Il revient, mais amnésique. Il cherche alors à retrouver son identité oubliée. Pendant un moment, il croit être une copie robotique du véritable Shadow. Dans le même temps, il forme la Team Dark avec Rouge the Bat et E-123 Omega. Il essaiera de demander des réponses sur son passé auprès du Dr. Eggman (qui est en réalité Metal Sonic) afin de retrouver sa mémoire, mais n'en tirera finalement rien.

### Shadow the Hedgehog
Shadow the Hedgehog, un jeu vidéo qui lui est entièrement consacré, est sorti en 2005. Dans ce jeu, nous découvrons l'origine de sa création. Le jour même, le professeur Gérald Robotnik et Black Doom, le chef des Black Arms, une race d'extraterrestres, concluent une entente. En échange du sang de ce dernier, les sept émeraudes seront les leurs. 50 ans plus tard, n'ayant toujours rien reçu, les Black Arms attaquent la Terre. Black Doom rencontre le hérisson noir et lui demande alors de lui quérir les 7 émeraudes du Chaos contre sa mémoire. Shadow, n'ayant aucune idée du pacte conclu le jour de sa création, part à la recherche de son passé, bien qu'il soit traqué par le Commandant du G.U.N., qui croit le hérisson responsable de la mort de Maria, son amie d'enfance. Dans la dernière histoire, Black Doom a réussi à piéger tout le monde et le hérisson est le seul à pouvoir l'arrêter dans son désir de détruire la Terre. Il utilise les sept émeraudes du Chaos, se transforme en Super Shadow et réussit à détruire Black Doom. À son retour sur Terre, il réalise qu'il doit désormais aller de l'avant et oublier son passé tumultueux. Plus tard, il sera contacté par le Commandant du G.U.N qui lui présente ses excuses et lui propose de l'engager comme agent des forces spéciales.

### Sonic the Hedgehog(2006)
Shadow continue de suivre un chemin écarté du mal. Il est alors confronté à un univers futur dans lequel les humains décident par crainte de se retourner contre lui. Toutefois, Shadow décide de ne pas se venger de ce risque de futur montré par son ennemi et se rassure en se disant que même si tout le monde se retourne contre lui, il aurait Rouge et Omega à ses côtés.

### AprèsSonic the Hedgehog(2006)
Dans Sonic et le Chevalier noir, Sonic affronte une version alternative de Shadow qui se fait appeler Sir Lancelot, il est dans ce jeu le plus puissant des Chevaliers de la Table Ronde, ainsi que le plus proche du Roi Arthur. Le vrai Shadow est jouable dans le mode multijoueur.
Dans Sonic X Shadow Generations, Alors que Rouge prépare la fête d'anniversaire de Sonic, Shadow va sur l'ARK, car le G.U.N. l'a informé d'une présence à bord de son ancienne maison puis après l'avoir trouvée, il fut transporté dans le monde blanc à la suite de l'apparition du Time Eater contrôlé par Eggman. Une fois arrivé dans ce monde étrange, il trouve des lieux de son passé qu'il avait visité dans les précédents jeux, mais il trouva aussi Omega, Big, Rouge, Orbot et Cubot mais à son plus grand étonnement, il trouva aussi Maria et le Professeur Gérald encore en vie, car ils ont été transportés dans ce monde intertemporel avant la tragédie produite sur l'ARK, cinquante ans plus tôt. Durant son périple, il fit de nouveau face à ses anciens ennemis tel que Biolizard, Metal Overlord et Mephiles (qu'il n'a pas connu à cause de l'effacement des événements de Sonic the Hedgehog (2006)), mais il trouva Black Doom qui avait miraculeusement survécu lors de leur affrontement et ce dernier a évolué dans le but de gagner en puissance, mais aussi pour s'emparer du hérisson noir créé à partir de son ADN. Grâce au soutien de Maria et Gerald, il finit par triompher de Black Doom devenu Neo Devil Doom pour de bon mais en l'anéantissant, il renvoie Maria et son créateur à leur époque et il fut contraint de les quitter et une fois parti avec Rouge, cette dernière reçoit une de ses larmes sur la figure, car ce dernier a perdu pour la seconde fois Maria et a été encore une fois impuissant devant sa disparition.   
Dans Sonic Generations, il est le deuxième rival du jeu à battre, mais dans la dernière histoire, il encourage les deux Sonic face au boss final : Time Eater commandé par le Docteur Eggman et son double du passé. Il participe ensuite à l'anniversaire de Sonic avec les camarades de ce dernier puis il discute avec Silver et Blaze avant d'assister au départ des Sonic et Tails du passé.
Dans Sonic Forces, Shadow est présenté comme l'un des antagonistes du jeu qui, dans sa conquête du monde, combat aux côtés de Zavok, Chaos et Metal Sonic. On apprendra par la suite que ces quatre personnages ne sont que des clones créés par Infinite, et que le hérisson noir reste un allié de la résistance.

## Caractéristiques
D'un point de vue physique, il ressemble beaucoup au hérisson bleu, à l'exception de deux ou trois différences dont l'orientation de ses piques, qui sont orientées vers le haut, sa couleur, qui se trouve être noire couplée de rayures rouges au niveau des piques, et son moyen de déplacement, à savoir des chaussures modifiées. En effet à l'inverse de Sonic, il possède des patins à fusées qui donnent une impression de faire du roller (à noter qu'il a la possibilité faire des grinds dans les jeux où il apparaît).

## Interprétation
Dans les jeux vidéo Shadow the Hedgehog, Sonic Riders, Sonic the Hedgehog (2006), Sonic Riders: Zero Gravity, Sonic et la Chevalier noir, les jeux vidéo dérivés Sonic Rivals, Mario et Sonic aux Jeux Olympiques, Sonic Rivals 2,Sega Superstars Tennis, Sonic and Sega All-Stars Racing et la série télévisée Sonic X, Shadow est doublé par Jason Griffith en anglais.
Depuis Sonic Free Riders de 2010, le personnage de Shadow, comme les autres protagonistes alors apparus, est doublé et sa voix peut alors être entendue dans les jeux vidéo. Le doubleur Kirk Thornton (en) se charge alors de sa voix en anglais plus d'une quinzaine de fois en une décennie. Outre les jeux, la même personne double la voix de Shadow dans la série télévisée Sonic Boom. Néanmoins, dans la série d'animation Sonic Prime qui ne reprend aucun des comédiens des jeux vidéos, la voix est assurée par Ian Hanlin.
En français, Shadow est doublé par Benoît Du Pac. Ce personnage est en outre doublé en japonais par Kôji Yusa.

## Accueil
Shadow est un personnage de Sonic particulièrement apprécié. Il obtient en effet la vingt-cinquième place dans un classement sur les personnages de jeux vidéo réalisé pour le Guinness Book. Il y est, avec Sonic, le seul personnage de cette franchise à apparaître parmi les cinquante classés.
En 2024, Sega lance une campagne honorant le personnage intitulée Fearless - Year of Shadow (Intrépide - L'année de Shadow).

## Apparitions dans d'autres médias

### Sonic X
Il fait son apparition dans la série animée Sonic X au début de l'adaptation de Sonic Adventure 2 (épisode 33). Il apporte alors son aide au héros en « Superforme », à la manière du jeu Sonic Adventure 2. Il est alors dit que Shadow meurt après avoir vaincu le Final Hazard (épisode 38). Il est ramené à la vie par Robotnik lors de la saison 2 (épisode 60). Il se liera d'amitié avec Molly dans l'épisode 68, cette dernière lui rappelant étrangement Maria malgré leurs différentes apparences physiques, jusqu'à ce que la jeune fille se fasse tuer par les Métarex. Lors du combat final contre Dark Oak, il utilise le contrôle du Chaos afin de l'anéantir.

### Sonic Boom
Shadow apparait dans la série Sonic Boom où il méprise ouvertement Eggman et est présenté comme étant plus maléfique que dans le jeu vidéo.

### Sonic Prime
Dans la série animée Sonic Prime, pris d'un mauvais pressentiment par rapport à Sonic qui affronte Eggman avec ses amis, Shadow tente de l'en empêcher, mais arrive au moment où le hérisson bleu détruit le Prisme du Paradoxe afin d'empêcher le savant fou de s'en emparer. Alors que tout le monde est pris dans l'explosion du prisme, Shadow utilise la Chaos Emerald qu'il avait entretemps récupéré pour se téléporter à temps, mais se retrouve alors dans le Paraverse, un espace entre différentes dimensions. Il essaie de rejoindre Sonic, qui tombe inconscient dans une passerelle, mais ne peut y accéder, est repoussé par le portail et perd la Chaos Emerald en sa possession qui tombe dans les abysses du Néant. Shadow n'est alors plus que spectateur, jusqu'à ce qu'il intercepte le hérisson bleu lors du changement de passerelle. Après s'être défoulé contre ce dernier, il lui révèle que la réalité a été brisée par sa faute et que Green Hill, leur monde natal, n'existe plus. Il emmène ensuite Sonic à la seule passerelle à laquelle il peut traverser, une sorte de monde fantôme de Green Hill. Dans la même montagne où le prisme a été brisé, un fragment du prisme subsiste, alors Shadow lance le plan de reconstituer le prisme. Quand Sonic propose d'inclure Nine, un alter-égo de Tails, Shadow refuse, affirmant qu'ils ne peuvent pas lui faire confiance, d'autant qu'il ne considère pas les alter-égos des amis de Sonic comme réel. Il refuse également de faire confiance à Sonic à la suite des évènements précédents. De son côté, Sonic refuse de céder son équipement dimensionnel fabriqué par Nine à Shadow, de peur que son rival fasse du mal à tout le monde pour reprendre les fragments. Les deux hérissons s'affrontent et Shadow s'empare de l'équipement, mais n'arrive toujours pas à pénétrer les autres passerelles, se faisant violemment repousser à l'autre bout du Néant alors qu'il forçait l'entrée. Chutant presque dans l'abyme, il est sauvé par Sonic et après avoir réalisé que celui-ci sera toujours le seul à pouvoir changer de dimension, Shadow accepte de faire équipe avec lui. Plus tard, Sonic, Shadow et Nine protège les fragments qu'ils ont collectés contre le conseil du Chaos, les homologues d'Eggman. Malheureusement, Nine finit par trahir Sonic et emporte les fragments avec lui, à la grande colère de Shadow. Ghost Hill s'effondre à la suite du retrait des fragments, mais Shadow et Sonic sont capables d'en sortir avant sa destruction totale. Les hérissons se rendent alors au Sinistre, le monde servant de QG à Nine, Shadow y entrant par une faille provoquée par la déstabilisation du Paraverse. Nine envoie des robots à l'effigie de Sonic et de ses amis créés par sa maitrise du prisme contre eux et ils sont rapidement désavantagés, obligeant Shadow a éjecté Sonic du Sinistre pour empêcher Nine de prendre l'énergie du prisme en lui. Shadow est par la suite battue et tombe dans une crevasse. Il réapparait lors du combat final entre les habitants du Paraverse et Nine, ayant été retenue par des hordes de robots sous terre un long moment. Alors que le Paraverse n'en a plus pour longtemps, Sonic cède toute son énergie prismatique à un Nine repenti pour stabiliser les mondes et restaurer Green Hill, au prix de commencer à s'effacer lui-même mais Shadow est capable dans un ultime effort de le ramener chez eux. Leur retour a pour effet de les faire revenir quelques secondes avant que le prisme ne se brise, Shadow utilise alors sa Chaos Emerald retrouvé pour mettre le prisme à tout jamais hors de porté d'Eggman.

### Films
Plusieurs chaînes sur YouTube ont conçu une version de Shadow en film comme le Sonic vu dans le film homonyme,,,.

Par ailleurs, quelques jours à la suite de la mise en ligne de la première bande-annonce du film Sonic 2, celle-ci est analysée à la recherche d'éléments qui suggèrent la présence de Shadow. Ainsi, des sites Internet remarquent que des soldats visibles dans la bande-annonce semblent porter sur leur uniforme le logo du GUN, organisme auquel l'histoire de Shadow dans les jeux vidéo est étroitement liée,.

Ainsi, le site Internet Game Rant publie dans le même temps un article dans lequel il donne cinq acteurs qui pourraient interpréter une éventuelle apparition du personnage de Shadow dans ce film selon l'auteur de l'article. Il considère en effet que Shadow est « l'un des personnages les plus appréciés dans l'énorme catalogue du monde de Sonic ». Ainsi, les acteurs mentionnés sont  Kirk Thornton (en), Pedro Pascal, Keanu Reeves, Will Arnett et James McAvoy.

Finalement, Shadow apparaît endormi dans une capsule dans la scène post-générique de Sonic 2, le film.
Shadow apparait dans le film Sonic 3, le film (aussi dans la bande-annonce avant la sortie du film) en tant qu'antagoniste secondaire, cette incarnation cinématographique de Shadow est assez fidèle à sa première apparition: Il est sombre et souhaite détruire la Terre afin de venger la mort de Maria. Toutefois, il finit par se rendre compte que cette vengeance l'a aveuglé et fait équipe avec Sonic pour arrêter Gérald Robotnik. Tout comme dans le jeu, il finit par se sacrifier pour déplacer l'Éclipse Cannon hors de portée de la Terre avant qu'il n'explose, mais la fin post-générique révèle qu'il a survécu.